# Hans Backoffen

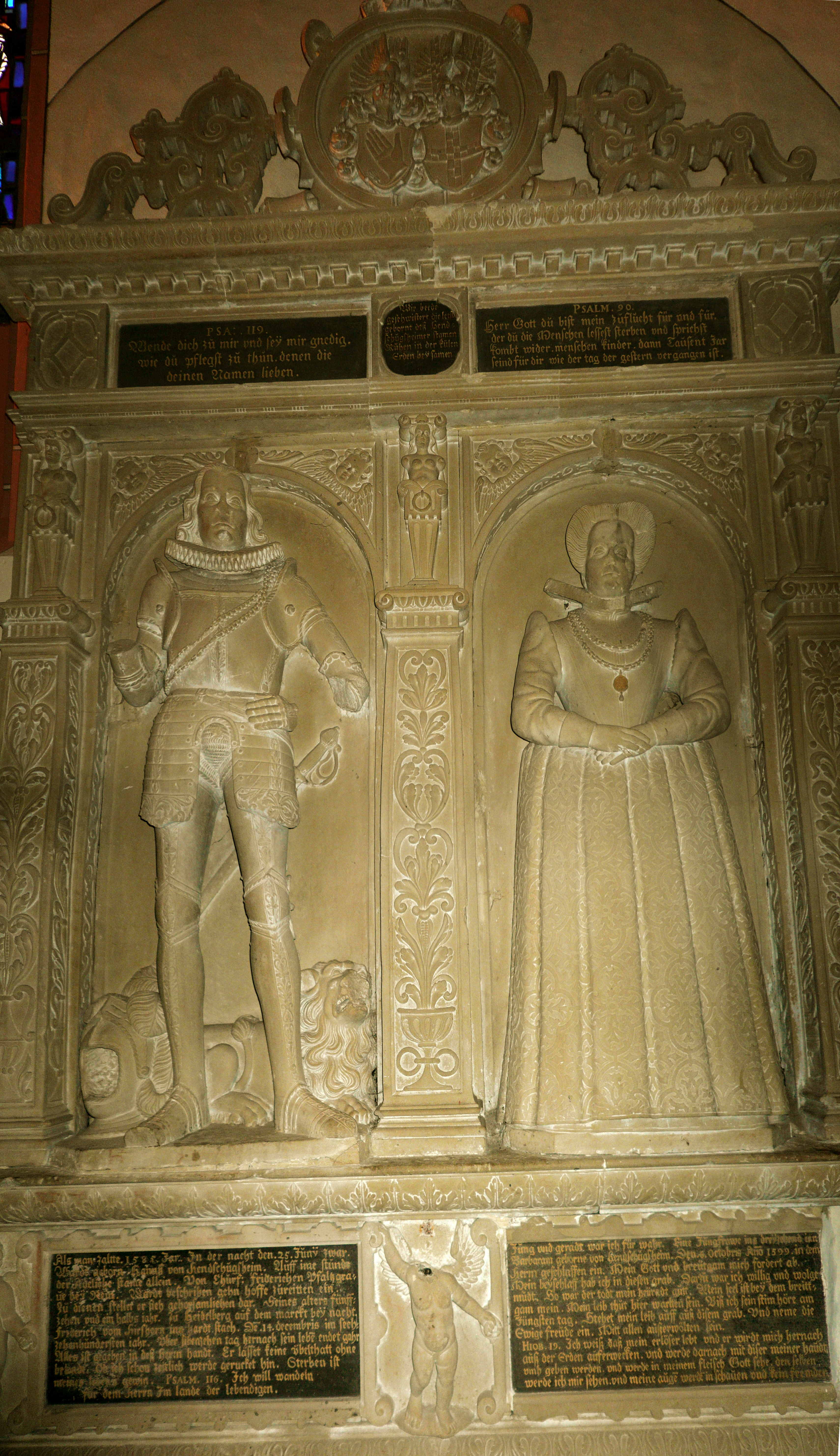
Monument funéraire de Johann von Ingelheim et de son épouse en l'église Saint-Vit (Heidelberg)

Hans Backoffen (aussi Backoff, Backoffenn, Backoiffen, Backofen), né vers 1470 à Sulzbach et mort le 21 septembre 1519 à Mayence, est un sculpteur allemand. Il était bourgeois de Mayence et sculpteur à la Cour du prince-évêque. Son œuvre a surtout été élaborée entre 1505 et 1519 à l'électorat de Mayence et ses environs.

## Biographie
Backoffen est vraisemblablement né à Sulzbach-sur-le-Main qui appartenait à l'archevêché de Mayence. Une seconde hypothèse fait pencher aussi pour Sulzbach près de Höchst (Francfort-sur-le-Main). Son œuvre appartient au gothique tardif du Rhin moyen. Il était paroissien de l'église Saint-Ignace et enterré dans son cimetière sous un calvaire remarquable sculpté par lui-même.

## Quelques œuvres
- Monument funéraire de l'archevêque Berthold von Henneberg, ainsi que ceux des archevêques Jakob von Liebenstein (vers 1510) et Uriel von Gemmingen (entre 1515 et 1517) à la cathédrale de Mayence.
- Tombeau de Johann von Ingelheim et de son épouse Margarethe von Handschuhsheim dans l'église Saint-Vit d'Heidelberg-Handschuhsheim (après 1517)
- Calvaire du conseiller Jakob Heller à la cathédrale de Francfort (1509)
- Calvaire du cimetière de l'église Saint-Pierre de Francfort (1510-1511)
- Calvaire de l'église d'Hessenthal (1519)
- Calvaire du cimetière de l'église Saint-Ignace de Mayence (1519)
- Calvaire de l'église de Bad Wimpfen
- Crucifixion de l'église Saint-Pierre de Mayence
- Autel de la chapelle de la Sainte-Croix de Großostheim
- Calvaire de l'église Sainte-Catherine, près de Vettelschoß

## Galerie

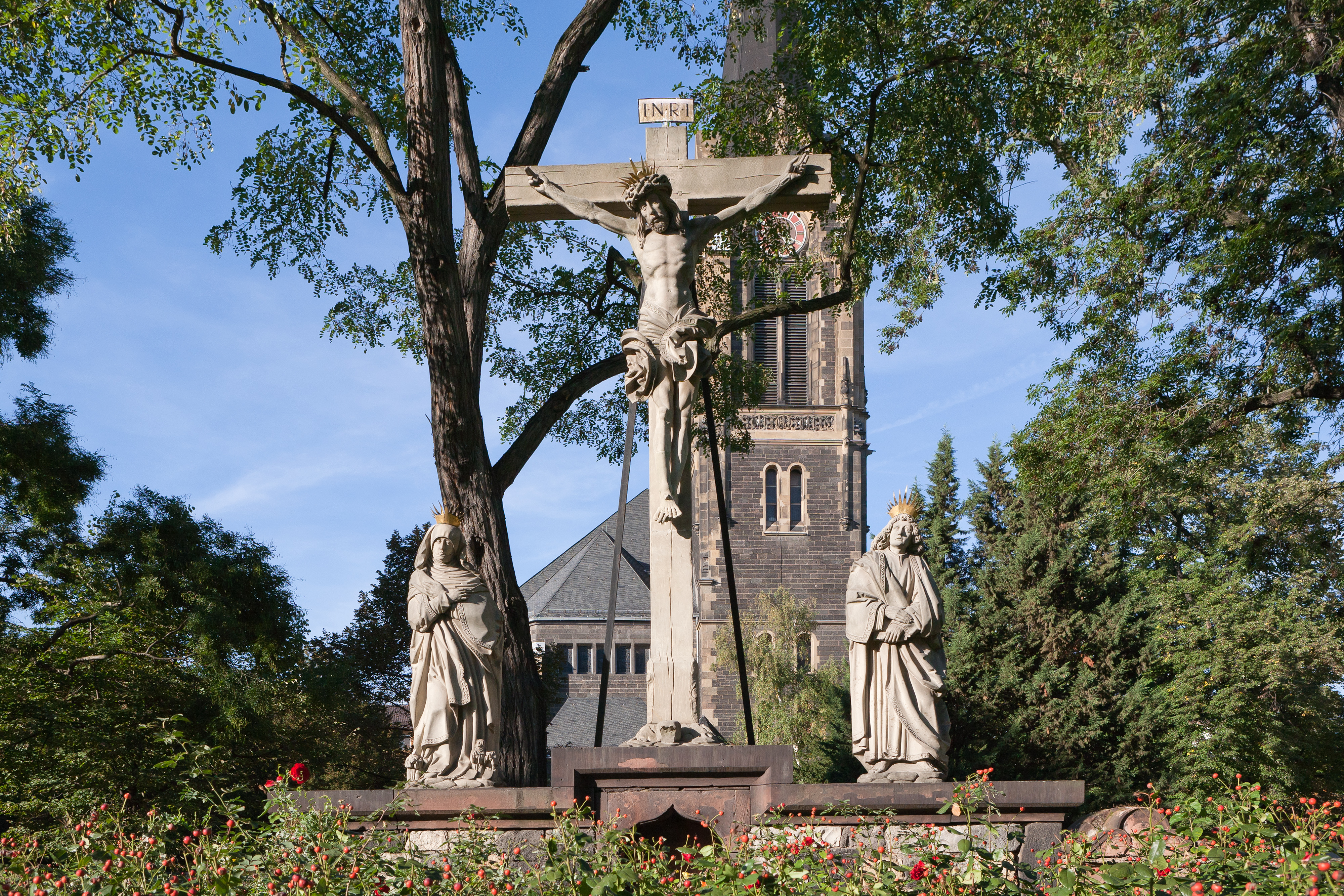
Calvaire de l'église Saint-Pierre de Francfort
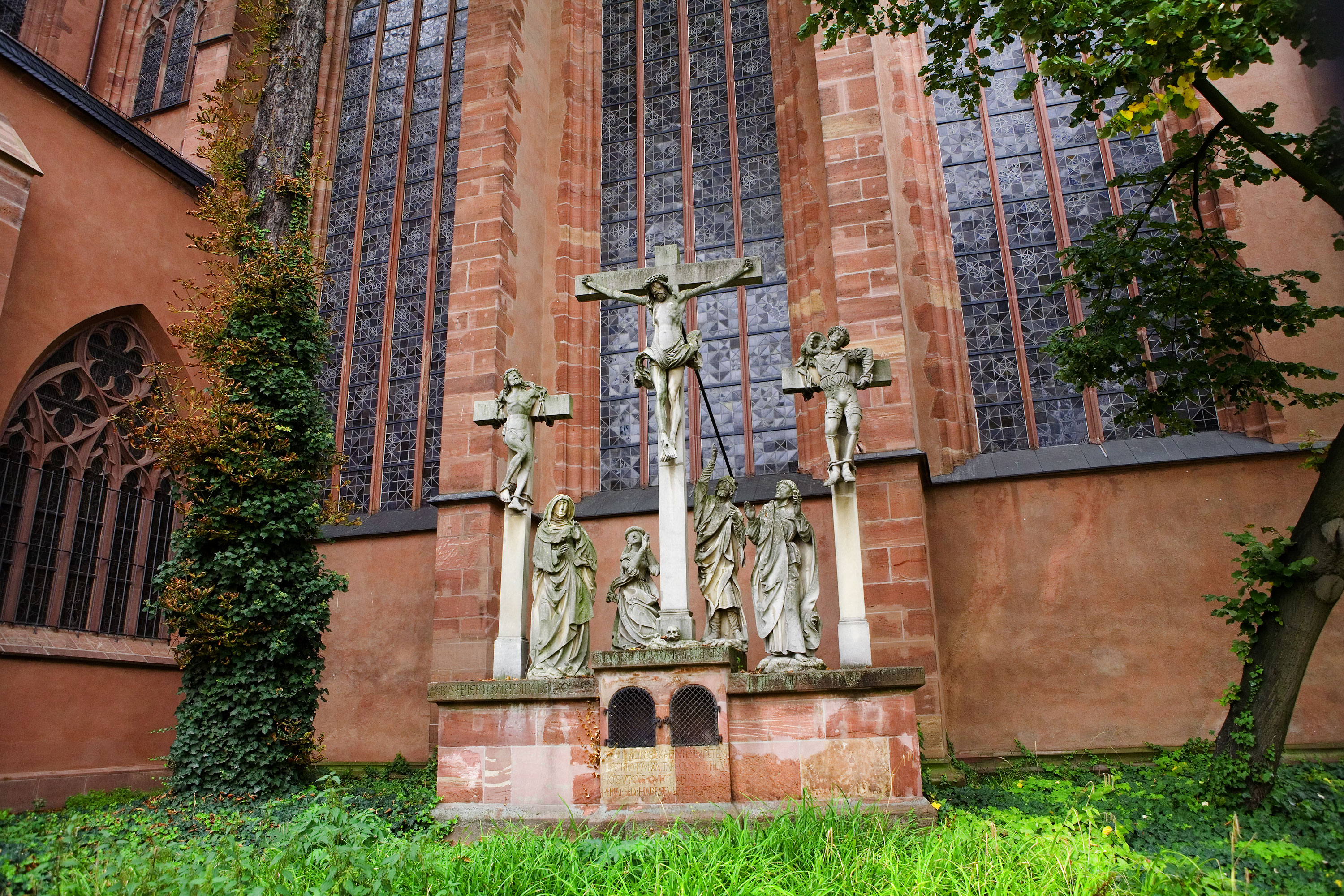
Calvaire de la cathédrale Saint-Barthélémy de Francfort
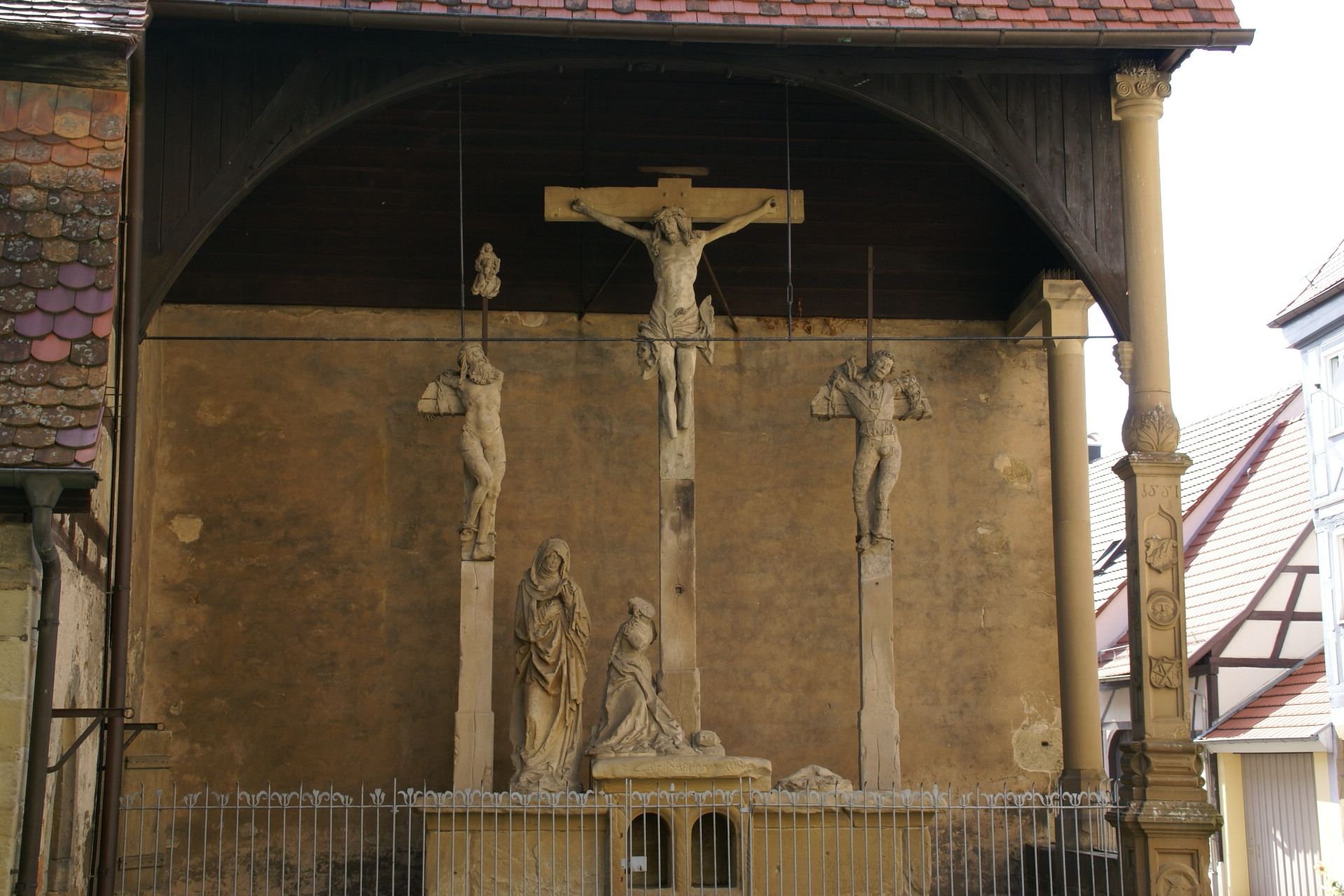
Calvaire de Bad Wimpfen
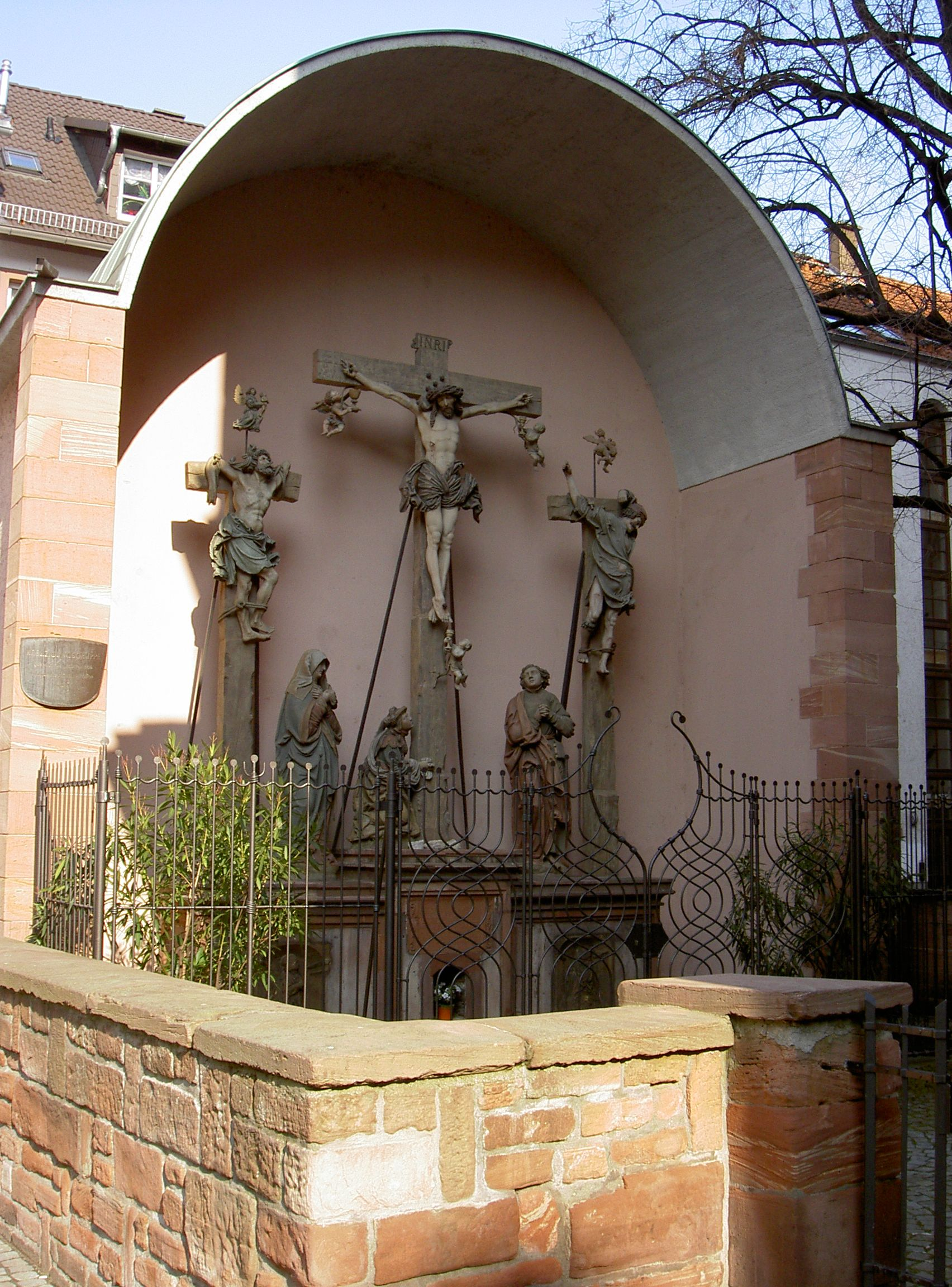
Calvaire de l'église Saint-Ignace (Mayence)

## Sources
- (de) Cet article est partiellement ou en totalité issu de l’article de Wikipédia en allemand intitulé « Hans Backoffen » (voir la liste des auteurs).